# Un zoo en hiver
Un zoo en hiver (冬の動物園, Fuyu no dōbutsuen) est un manga de Jirō Taniguchi. Le manga a été prépublié dans le magazine Big Comic Original de l'éditeur Shogakukan entre 2005 et 2007 et un volume tankōbon est sorti le 28 mars 2008. La version française parue le 10 juin 2009 est éditée par Casterman dans sa collection « Écritures ».
Le manga fut nommé au 16e Ignatz Awards en 2012.

## Synopsis
Hamaguchi, 18 ans, quitte Kyoto et son emploi dans une entreprise de tissu pour rejoindre Tokyo et devenir assistant d'un mangaka. Dans le Tokyo des années 1960, il va découvrir les difficultés de ce travail très prenant et les doutes sur son avenir en tant que mangaka. Les rencontres qu'il va faire l'amèneront à trouver sa voie et à entrer dans l'âge adulte.

### Documentation
- Marie Moinard, « Un zoo en hiver : retour aux sources », dBD, no 33,‎ juin 2009, p. 79.